# Barkley Marathons
Barkley Marathons er et ultra trailløb som afholdes i Frozen Head State Park tæt på Wartburg, Tennessee, USA. Deltagerne kan vælge mellem at løbe et "Fun run" som er 60 mile (97 km) eller løbe den fulde rute på 100 mile (160 km), alle distancerne er cirka distancer. Løberne har 60 timer til at gennemføre de fem runder som løbet består af og løbet afholdes hvert år sidst i marts eller først i april.

## Historie
Barkley ruten blev designet af Gary "Lazarus Lake" Cantrell. Hans idé til løbet kom, da han hørte om James Earl Rays fangeflugt fra det nærliggende Brushy Mountain State Penitentiary i 1977. Det lykkedes kun Ray at tilbagelægge 8 mile (13 km) efter 55 timer i skoven. Dengang havde Cantrell sagt til sig selv: "Jeg kunne mindst have klaret 100 mile", hvormed han gjorde grin med Rays distance. Dermed var Barkley Marathons født. Cantrell navngav løbet efter sin mangeårige nabo og løbemakker, Barry Barkley. Løbet blev afholdt første gang i 1986.

## Løbsbeskrivelse

### Tilmelding
Løbet er begrænset til 40 løbere og pladserne bliver som regel hurtigt fyldt ud den dag tilmeldingen åbner. Kravene for deltagelse og deadline for at indsende en tilmelding er en hemmelighed og der bliver ikke offentliggjort nogen detaljer. Potentielle deltagere skal skrive et essay med titlen: "Hvorfor jeg skal have lov til at løbe Barkley", betale et tilmeldingsgebyr på $1,60 (10 kr.) samt opfylde andre krav der varierer fra år til år. Hvis man får lov til at deltage i løbet vil man modtage et "kondolencebrev" som følge heraf. Når man ankommer til løbet, så skal førstegangsdeltagere medbringe en nummerplade fra den stat eller det land, som de kommer fra. Deltagere, som har løbet løbet tidligere, men ikke gennemført, skal indsende et ekstra "bidrag", som tidligere har været fx hvide t-shirts, strømper eller flannel skjorter som en donation fordi de ikke gennemførte sidste gang de var med. Hvis en deltager tidligere har løbet løbet og har gennemført, så er deltagergebyret en pakke Camel cigaretter, som man skal give til Cantrell til løbet.
Startnummer 1 gives til den person som vurderes til at være den mindste sandsynlige til at gennemføre én runde ud af alle de som har ansøgt. Det er det som Cantell kalder: "Et menneskeligt offer".

### Ruten
Selve løbet har ændret distance, rute og højdemeter mange gange siden det første løb men består pt. af en 20 mile (32 km) umarkeret runde uden depoter undervejs, bortset fra to vanddepoter og løberes egen bil i startområdet. Løbere der vil løbe den lange rute på 100 mile skal løbe runden igennem fem gange, hvor runde tre og fire løbes mod uret, herefter bliver løberne bliver sendt i modsat retning af den foregående løber på femte runde - hvor den førende løber får lov til at vælge, hvilken vej vedkommende vil løbe. Løbere der vil løbe et "fun-run" løber de første tre runder.
Med cirka 54.200 fod (16.500 m) samlet højdeforskel bliver løbet set som et af de mere udfordrende ultramaratons i USA - hvis ikke i verden. Med løbet i 2017, så har der i godt 55 % af løbene ikke været nogen som har gennemført.
De to distancer på henholdsvis 100 mile og 60 mile er kun estimerede distancer. Med et minimum på 20 mile (32 km) per omgang, så kan ruten variere og det forlyder, at en runde kan være helt op til 26 mile (42 km), hvilket giver en samlet distance på 130 mile (210 km) for hele løbet og 78 mile (126 km) for et "fun-run".

### Tidstagning og andre krav
Løbet kan starte på et hvilket som helst tidspunkt mellem midnat og frem til middag på løbsdagen, med en time til start fra det tidspunkt, der bliver blæst i en konkylie af løbsledelsen. Løbet starter officielt når løbsdirektøren tænder en cigaret.
I tillæg til at løbe skal deltagerne også finde et sted mellem 9 og 11 bøger rundt på ruten (det eksakte antal varierer fra år til år) og rive den side ud som svarer til deres startnummer som bevis for at de har løbet runden. Deltagerne får et nyt startnummer og dermed også et nyt sidenummer ved starten af hver runde.
Tidsgrænsen for 100 mile ruten er 12 timer pr. runde og tidsgrænsen for 60 mile ruten er samlet på 40 timer, hvilket svarer til cirka 13 timer og 20 minutter pr. runde. Fra det øjeblik en deltager starter på en ny runde er det forbudt at modtage nogen former for hjælp, udover den hjælp de kan få fra andre deltagere indtil de har gennemført runden. Når en løber trækker sig fra løbet bliver der spillet "tappenstreg" på et bugelhorn idet når de vender tilbage til start/mål-området og definitivt trækker sig fra løbet.

## Historie
Ud af mere end 1.000 starter er 100 mile løbet blevet gennemført indenfor den officielle 60-timers tidsgrænse samlet 18 gange af 15 forskellige løbere. I 2006 var der end ikke nogen der gennemførte det 60 mile lange "fun-run" på under de maksimalt angivet 40 timer. Den bedste kvindelige præstation er Sue Johnstons 66 mile (106 km) i 2001. Mere end 30 løbere har fejlet i forsøget på at finde den første bog (2 mile/3,2 km).
I 2017 kom Gary Robbins fra British Columbia, Canada i mål kun seks sekunder efter tidsgrænsen på 60 timer og var derfor lige ved at blive løber nummer 16 til nogensinde at gennemfører løbet. Han var dog drejet forkert fra i slutningen af den sidste runde og skar derfor 2 mile af runden. Til det har Cantrell sagt: "Tiden er i den situation uden betydning"
I 2018 udgaven af løbet var der ingen der gennemførte den fulde distance. Gary Robbins var den der kom længst, da han som den eneste nåede at løbet et "fun-run".

### Løbere som har gennemført
Den komplette rute på fem runder er blevet gennemført 21 gange af 17 forskellige løbere. Den nuværende rekord blev sat af Brett Maune i 2012, hvor der var hele tre deltagere som gennemførte på under 60 timer. Brett var også den første person til at gennemfører løbet to gange (2011 og 2012). Sidenhen har Jared Campbell sat ny rekord som den første til at gennemføre løbet tre gange (2012, 2014 og 2016).
| År   | Navn                  | Tid      | Noter            |
| ---- | --------------------- | -------- | ---------------- |
| 1995 | Mark Williams         | 59:28:48 | Ny rekord        |
| 2001 | David Horton          | 58:21:00 | Ny rekord        |
| 2001 | Blake Wood            | 58:21:01 |                  |
| 2003 | Ted "Cave Dog" Keizer | 56:57:52 | Ny rekord        |
| 2004 | Mike Tilden           | 57:25:18 |                  |
| 2004 | Jim Nelson            | 57:28:25 |                  |
| 2008 | Brian Robinson        | 55:42:27 | Ny rekord        |
| 2009 | Andrew Thompson       | 57:37:19 |                  |
| 2010 | Jonathan Basham       | 59:18:44 |                  |
| 2011 | Brett Maune (1)       | 57:13:33 |                  |
| 2012 | Brett Maune (2)       | 52:03:08 | Nuværende rekord |
| 2012 | Jared Campbell (1)    | 56:00:16 |                  |
| 2012 | John Fegyveresi       | 59:41:21 |                  |
| 2013 | Nick Hollon           | 57:39:24 |                  |
| 2013 | Travis Wildeboer      | 58:41:45 |                  |
| 2014 | Jared Campbell (2)    | 57:53:20 |                  |
| 2016 | Jared Campbell (3)    | 59:32:30 |                  |
| 2017 | John Kelly            | 59:30:53 |                  |
| 2023 | Aurélien Sanchez      | 58:23:12 |                  |
| 2023 | John Kelly (2)        | 58:42:23 |                  |
| 2023 | Karel Sabbe           | 59:53:33 |                  |

## Yderligere læsning
- Furtaw, Ed. (2010) Tales From Out There: The Barkley Marathons, The World's Toughest Trail Race, CreateSpace. ISBN 1-4505-4701-X

## Eksterne links
- Matt Mahoney's Barkley Marathons Site
- The Believer magazine article - "The Immortal Horizon" Arkiveret 7. marts 2018 hos  Wayback Machine
- "Out There" at the Barkley: Portraits From the Edge of Endurance
- "Barkley 100" documentary short film by Brendan Young
- Metro Pulse Article
- "The Barkley Marathons: The Race That Eats Its Young" Feature Length Documentary Film
- "Tales From Out There: The Barkley Marathons, The World's Toughest Trail Race"
- Interview with 2017 finisher John Kelly from The Bad Boy Running Podcast Arkiveret 16. april 2017 hos  Wayback Machine

36°07′34″N 84°30′04″V / 36.126°N 84.501°V